# Ruslan Zacharov
Ruslan Albertovič Zacharov (rusky Руслан Альбертович Захаров; * 24. března 1987 Gorkij, Ruská SFSR) je ruský shorttrackař a rychlobruslař.
V roce 2005 se představil na juniorském světovém šampionátu v short tracku, o rok později se zúčastnil svého prvního Mistrovství Evropy. V shorttrackařském Světovém poháru poprvé závodil v roce 2008. Startoval na Zimních olympijských hrách 2010. Na Mistrovství Evropy 2011 vybojoval bronz ve víceboji. Na ZOH 2014 získal zlatou medaili ve štafetě.
Roku 2017 se začal věnovat rychlobruslení: startoval ve Světovém poháru a na Mistrovství Evropy 2018 získal bronzovou medaili v závodě s hromadným startem. Na Mistrovství světa 2020 vybojoval bronzovou medaili ve stíhacím závodě družstev, stejný kov získal v téže disciplíně také na MS 2021. Z evropského šampionátu 2022 si přivezl bronz ze závodu s hromadným startem. Na Zimních olympijských hrách 2022 získal ve stíhacím závodě družstev stříbrnou medaili, dále byl čtrnáctý na distanci 5000 m, patnáctý na trati 1500 m a v závodě s hromadným startem skončil v semifinále.